# Tatort: Ruhe sanft!
Ruhe sanft! ist ein deutscher Fernsehkrimi von Manfred Stelzer aus dem Jahr 2007. Er entstand als 659. Folge der Kriminalreihe Tatort und ist der elfte Fall mit Axel Prahl und Jan Josef Liefers als Münsteraner Ermittler Thiel und Boerne.

## Handlung
Auf Boernes Arbeitsstelle wurde eine Leiche aus der Kühlzelle des Kühlraums gezogen und auf ihren Bauch eine Lilie gelegt. Im Kühl- und Sezierraum fehlt nichts, sodass Boerne den Vorfall als weniger wichtig abtut. Thiel kostet der Vorfall am Ende seinen Urlaub in Dakar, da sich dadurch die Abreise zum Flughafen mit Vater Thiels Taxi verzögert, das wiederum mit einer Panne auf offener Strecke stehenbleibt. Zufällig erkennt Boerne den Bestatterwagen der Brüder Hönninger, die Thiel und Boerne zum Flughafen bringen, doch kommt Thiel zu spät an. Boerne wiederum nimmt am Flughafen Professor Dr. Christine Arnold aus Salzburg in Empfang, die Gast auf einem Kongress der International Association of Forensic Studies sein wird, zu deren Präsident Boerne gern gewählt werden möchte. Da er Christine seine Wohnung zur Verfügung gestellt hat, weil er in Thiels Abwesenheit dessen benutzen durfte, teilen sich Boerne und Thiel nun notgedrungen für einige Tage Thiels Wohnung.
Schon kurze Zeit nach dem desaströsen Urlaubsbeginn wird Thiel zu einem Fall gerufen: Der ältere der Brüder Hönninger wurde erschlagen im Bestattungsinstitut aufgefunden. Offenbar hatte er den ominösen Leichenfotografen überrascht; neben einigen Schlägen im Gesicht erhielt er auch einen heftigen Schlag mit einem Kerzenständer auf den Hinterkopf, der tödlich war. Kurz vor seinem Tod hatte Hönninger noch mit dem Orthopäden Dr. Michael Wulfes telefoniert, doch wollte er nur das Blumenarrangement besprechen. Thiel lernt bei Wulfes auch dessen Tochter Lucie kennen, die gerade eine Gothic-Phase durchlebt, die Thiel aufgrund der Totenköpfe zunächst irrtümlich als St.-Pauli-Verehrung interpretiert.
Nadeshda findet im Internet die Seite Die Schönheit der Toten, auf der der Seitenbetreiber die Fotos der mit Blumen bedeckten Toten hochlädt. Thiel und Boerne suchen eine Gruppe Goths auf einem Friedhof in Münster auf und fragen nach dem Seitenbetreiber, der prompt flüchtet. Boerne kann seinen Rucksack samt Kamera sicherstellen und tatsächlich finden die Ermittler Bilder von mit Blumen geschmückten Leichen darauf. Unter den Fotos ist auch eine Aufnahme der toten Frau Wulfes, die erst am Tattag ins Bestattungsinstitut gebracht wurde. Der Fotograf, den die Polizei als nichtgemeldeten Alexander Stoll identifiziert, muss also ungefähr zur Tatzeit auch am Tatort gewesen sein. Da unter den Goths auf dem Friedhof auch Lucie war, folgt Thiel ihr nach einer Befragung heimlich und sie führt ihn so zu Alexander Stoll. Er gibt an, die Fotos gemacht zu haben, jedoch bei Hönningers Ankunft aus dem Fenster geflohen zu sein. Er habe einen Mann kommen hören, der betrunken war. Die Ermittler wissen, dass Hönningers Bruder Frank am Tatabend eine Auseinandersetzung mit seinem Bruder hatte und sich anschließend frustriert betrank. Frank gibt an, dass er mit seinem Bruder gestritten hatte, weil der ihm unterstellte, dass ihm die Leiche beim Herrichten vom Tisch gerutscht sei. Frank jedoch behauptet, es habe sich um einen „Transportschaden“ gehandelt; dennoch wollte sein Bruder die Leiche erneut gerichtsmedizinisch untersuchen lassen. Aus einem Kieferbruch geht hervor, dass Hönninger von einem Linkshänder geschlagen wurde, und Frank ist Linkshänder. Dennoch zweifelt Thiel an Franks Täterschaft, da zwischen den Schlägen ins Gesicht, die Teil des Streits zwischen den Brüdern waren, und dem heftigen Schlag auf den Hinterkopf 20 Minuten vergingen. Genauso gut könnte eine andere Person Hönninger erschlagen haben.
Mitten in der abendlichen Diskussion zwischen den Ermittlern platzt ein Mieter Boernes herein, dem Wasser von der Decke tropft. Thiel bricht in Boernes Bad ein und findet darin Christine Arnold, die sich die Pulsadern aufgeschnitten hat. Sie überlebt ihren Selbstmordversuch. Thiels Vater berichtet, dass er sie mit Lucie in einem Café gesehen habe. Christine war eine Freundin von Lucies Mutter, die vor Jahren durch eine Landmine in Afrika ums Leben gekommen ist. Die damalige Reise war auf Christines Initiative zurückgegangen und so machte sich Christine immer noch Vorwürfe. Lucie wollte wissen, wie damals die Hintergründe waren. Michael Wulfes trifft auf Thiel und Lucie und gibt auf Nachfrage zu, dass auch er sich mit Christine getroffen hat, da er sie von früher kennt. Lucie bricht in Tränen aus und es wird deutlich, dass Michael und Christine seit langem sehr vertraute Weggefährten sind. Zufälligerweise stellte Christine auch das rechtsmedizinische Gutachten zum Tod von Michaels zweiter Frau aus, die vor wenigen Tagen starb. Zwar litt die Frau an starkem Asthma, doch konnte der Notarzt keine eindeutige Todesursache angeben. Thiel vermutet nun, dass der Tod der zweiten Frau keineswegs natürlich war, und bringt Boerne dazu, einer erneuten Obduktion zuzustimmen. Beide Ermittler kommen jedoch zu spät. Der Sarg wird nach der Beerdigung sofort verbrannt und Staatsanwältin Wilhelmine Klemm verhindert, dass beide die Beerdigung stürmen, um den Sarg zu konfiszieren.
Auf dem Kongress wird Boerne kurz vor Abschluss der Präsidentenwahl von vermummten Gestalten entführt. Die Männer entpuppen sich als Goths, die ihn auf den Friedhof bringen. Hier liegt die Leiche von Lucies Stiefmutter. Lucie hat geahnt, dass ihr Vater in kriminelle Machenschaften verwickelt ist, und die Leiche heimlich aus dem Sarg entfernt. Boerne soll die Tote untersuchen, hat jedoch auf dem Friedhof keine Möglichkeit. Plötzlich erscheint Michael und droht den Goths und seiner Tochter, die er in die Psychiatrie einweisen lassen will. Thiel kann Michael festnehmen. Der sagt nicht aus, doch hat Christine gestanden, ein falsches rechtsmedizinisches Gutachten erstellt zu haben. Sie wusste sofort, dass Michael Hönningers Tod verschuldet hat, wollte der doch die Leiche erneut untersuchen lassen. Als auch Lucie begann, Schlüsse aus all den Vorfällen zu ziehen, wollte Christine sich umbringen. Der Fall ist gelöst. Boerne wird zum Präsidenten der Vereinigung gewählt und Thiel hat ein besonderes Geschenk für ihn: Er legt ihm Handschellen an und entführt ihn auf dem Motorradbeiwagensitz in die schöne Münsteraner Gegend, hat er doch aufgrund der zahlreichen Ereignisse rund um Boerne mehrfach seinen Flug nach Dakar streichen müssen.

## Produktion
Die Dreharbeiten zu Ruhe sanft! fanden von September bis Oktober 2006 in Düsseldorf, Krefeld und Bonn sowie in den WDR-Studios in Köln statt. Der Film erlebte am 18. März 2007 im Ersten seine Fernsehpremiere und erreichte eine Einschaltquote von 23 Prozent (8,42 Millionen Zuschauer). Es war der elfte Fall für die Ermittler Thiel und Boerne.

## Kritiken
„Zwischen clever und komplett überdreht“, befand die TV Spielfilm diese „TV-Krimigroteske voller Skurrilitäten“. Der Stern schrieb, dass die Folge „spannungsarm und trotz der Friedhofszenen kein bisschen gruselig [ist]. Dafür schaffen es Axel Prahl und Jan Josef Liefers dank der spritzigen Dialoge lässig, 90 Minuten anregend zu füllen.“

## Trivia
Bei einer Wiederholung der Folge am 26. September 2023 im WDR wurde eine geschnittene Fassung gesendet. Herausgeschnitten bzw. neu synchronisiert wurde ein Wortwechsel zwischen Nadeshda Krusenstern und Prof. Boerne.

Nadeshda Krusenstern: Wie heißen noch mal die Leute die immer schwarz rumlaufen?

Prof. Boerne: Neger. Äh ich wollte sagen, Mitbürger afro-amerikanischer ....also Thiel, wie nennt man die denn jetzt eigentlich korrekterweise?"